# Синдичи (Фрозиноне)
Синдичи је насеље у Италији у округу Фрозиноне, региону Лацио.
Према процени из 2011. у насељу је живело 50 становника. Насеље се налази на надморској висини од 133 м.